# Raffaella Romagnolo
Raffaella Romagnolo (Casale Monferrato, 1971) è una scrittrice italiana.

## Biografia
Nata a Casale Monferrato nel 1971, è professoressa presso un istituto tecnico.
Dopo essersi laureata con una tesi sul libro Cuore, ha conseguito un dottorato di ricerca in Scienze Letterarie con una discussione sul carteggio tra Ugo Foscolo e Antonietta Fagnani Arese.
Ha esordito nella narrativa nel 2007 con il giallo L'amante di città: mistero in Monferrato e in seguito ha pubblicato (al 2024) 6 romanzi, una raccolta di racconti e un libro per ragazzi ambientando spesso le sue opere in epoche passate. 
Suoi articoli e recensioni sono apparsi in quotidiani quali Il Secolo XIX, riviste come Grazia e iO Donna e siti quali Cultweek.

## Opere

### Romanzi
- L'amante di città: mistero in Monferrato, Genova, Fratelli Frilli, 2007 ISBN 978-88-7563-304-2.
- La Masnà, Milano, Piemme, 2012 ISBN 978-88-384-8892-4. - Nuova ed. Milano, Mondadori, 2023 ISBN 978-88-04-77101-2.
- Tutta questa vita, Milano, Piemme, 2013 ISBN 978-88-566-3281-1.
- La figlia sbagliata, Milano, Frassinelli, 2015 ISBN 978-88-88320-75-5.
- Destino, Milano, Rizzoli, 2018 ISBN 978-88-17-10481-4.
- Di luce propria, Milano, Mondadori, 2021 ISBN 978-88-04-73602-8.
- Aggiustare l'universo, Milano, Mondadori, 2023 ISBN 978-88-04-76149-5.

### Raccolte di racconti
- Il cedro del Libano, Sansepolcro, Aboca, 2023 ISBN 978-88-552-3217-3.

### Libri per ragazzi
- Respira con me, Milano, Pelledoca, 2019 ISBN 978-88-327-9013-9.

## Premi e riconoscimenti

### Vincitrice
Premio dei Lettori
- 2015/2016 con La figlia sbagliata[6]

Premio nazionale letterario Pisa
- 2021 nella sezione "Narrativa" con Di luce propria[7]

Premio Campiello Natura
- 2023 con Il cedro del Libano[8]

Premio letterario nazionale per la donna scrittrice
- 2024-2025 con Aggiustare l'universo[9]

### Finalista
Premio Strega
- 2024 nella sestina finalista con Aggiustare l'universo[10]